# Balangeroite
La balangeroite è un minerale. Prende il suo nome da Balangero, paese della Provincia di Torino in cui è stata estratta.
La balangeroite è un minerale appartenente alla famiglia degli anfiboli. Esso si differenzia dall’amianto per la presenza della molecola del ferro. Il colore della balangeroite è rossiccio iridescente; è un minerale filamentoso. Prende il suo nome da Balangero, paese della Provincia di Torino in cui è stato estratto.
Questo minerale è stato estratto esclusivamente alle cave San Vittore di Balangero; alla fine degli anni Sessanta un dipendente della Società Amiantifera Cave San Vittore di nome Giovanni Contis ha per la prima volta notato la differenza di questi campioni con i campioni di amianto puro, soprannominandolo in prima battuta “amianto sporco”.
Giovanni Contis, nato l’8 novembre 1934 a Iglesias, emigrato dalla Sardegna in Piemonte proprio per lavorare, è anche un appassionato di mineralogia, nonché un collezionista. A seguito di questa scoperta ha quindi portato alcuni campioni del cosiddetto “amianto sporco” al Gruppo Mineralogico Piemontese, con sede in via Giolitti a Torino; il gruppo ha provveduto allo studio del minerale, determinandone le caratteristiche e differenziandolo dall’amianto puro. Successivamente alla scoperta, era necessario trovare un nome più consono al nuovo minerale; la prima proposta fu “Contisite”, in onore dello scopritore Giovanni Contis, che fu però scartata per scarsa musicalità della parola. Venne infine decisa la nomenclatura “Balangeroite” in ricordo del luogo della scoperta.
Ad oggi i due campioni più significativi del minerale si possono trovare a Torino, rispettivamente al Museo dei Salesiani e al Museo di scienze naturali; il peso a campione è di circa 3 kg. Un campione più piccolo è presente al Smithsonian Museum, a Washington.
Il banco mineralizzato dove era presente massivamente la balangeroite è stato oltrepassato in cava poco tempo dopo la scoperta del minerale, di conseguenza ad oggi non esistono luoghi in cui è possibile trovarlo in natura. 